# 2000 AM2
2000 AM2 är en asteroid i huvudbältet som upptäcktes 3 januari 2000 av den japanska astronomen Takao Kobayashi vid Ōizumi-observatoriet.